# رژیم غذایی کربوهیدراتی خاص
رژیم غذایی کربوهیدرات خاص یا ویژه (به انگلیسی: Specific carbohydrate diet) (SCD) یک رژیم محدودکننده است که در ابتدا برای مدیریت بیماری سلیاک ایجاد شد. این رژیم مصرف کربوهیدرات‌های پیچیده (دوقندی‌ها و چندقندی‌ها) را محدود می‌کند. مونوساکاریدها مجاز هستند و غذاهای مختلفی مانند ماهی، پنیر کهنه و عسل در این رژیم گنجانده می‌شوند. غذاهای ممنوعه شامل غلات، سیب‌زمینی و محصولات لبنی حاوی لاکتوز هستند. این رژیم بدون گلوتن است زیرا هیچ نوع غله‌ای در آن مجاز نیست.